# ODEG VT 646
De ODEG VT 646 is een dieselelektrische trein van het type Stadler GTW, in gebruik voor het regionaal personenvervoer bij de Ostdeutsche Eisenbahn GmbH (ODEG).

## Geschiedenis
Deze treinen zijn in de 20e eeuw door Stadler Rail ontwikkeld. Na langdurige onderhandelingen werd eind december 2009 een contract getekend voor de levering van voertuigen voor het "Netz Stadtbahn" tussen BeNEX, Arriva Deutschland GmbH, tegenwoordig bekend als Netinera en Stadler Pankow. Deze order wordt begroot op ca. 146 miljoen euro.

## Constructie en techniek
Het treinstel is opgebouwd uit een aluminium frame met een frontdeel van GVK. Het treinstel heeft een lagevloerdeel. Dit treinstel wordt aangedreven door twee MAN dieselmotoren die iedere een dynamo met een elektromotor aandrijft. Deze treinstellen kunnen tot drie stuks gecombineerd rijden. De treinstellen zijn uitgerust met luchtvering.

## Treindiensten
De treinen worden in Berlin/Brandenburg door Ostdeutsche Eisenbahn op de volgende trajecten:
- sinds 11 december 2011:
  - RB 33: Berlin-Wannsee - Jüterbog
  - RB 51: Brandenburg (Havel) - Rathenow